# Xaro Nomdedeu Moreno
Xaro Nomdedéu Moreno (Castelló, 1948) és catedràtica i professora de Matemàtiques d'ensenyament secundari, i autora de diversos llibres i articles sobre didàctica de les matemàtiques, coeducació i matemàtiques o història de les matemàtiques, entre d'altres.

## Trajectòria
Des de 1972 ha fet classes de Matemàtiques en diversos centres d'ensenyament secundari i universitari. La seua metodologia didàctica es basa en la seua experiència com a professora i com a partícip en els moviments de Renovació Pedagògica en auge a la fi dels setanta, sobretot el Grup Zero de València.
Catedràtica de matemàtiques des de 1975, n'ha estat assessora del Centre de Professors de Castelló, i ha impulsat i presidit la Societat de Professors i Professores de Matemàtiques.
Ha estat directora del Planetari de Castelló, i també directora general de Conservació del Medi natural de la Conselleria de Medi Ambient de la Generalitat Valenciana.
Així mateix ha ocupat diversos càrrecs en la Junta directiva de l'Organització Espanyola per a la Coeducació Matemàtica (OECOM “Ada Byron”).
Xaro Nomdedéu ha investigat i escrit sobre la situació de la dona en la ciència, i també és autora i coautora d'uns quants llibres i de nombrosos articles sobre didàctica pràctica de les matemàtiques, coeducació i matemàtiques, recursos i materials de matemàtiques a l'aula, com ara la fotografia, els contes o els material domestics (fruites, pairoflèxia, reciclats de materials...), etc.

## Obres

### Llibres
- Las mil y una Hipatias. Amb María José Rivera Ortún. Editorial Nivola. Madrid, 2011
- Manzanas y matemáticas: entretejidas. Editorial Nivola. Madrid, 2000
- Ritmos: matemáticas e imágenes. Amb Eliseo Borrás, Pilar Moreno Gómez i Antoni Albalat Salanova. Editorial Nivola. Madrid, 2002
- Sofía: la lucha por saber de una mujer rusa. Editorial Nivola. Madrid, 2004

### Exposicions
- Un paseo por el infinito[5]

- 2000 Fotografia i matemàtiques[6]

- 2007 Concessió del premi Soler i Godes a la Innovació Educativa[7]